# Squash nos Jogos da Commonwealth de 2018
O squash nos Jogos da Commonwealth de 2018 foi realizado no Oxenford Studios em Gold Coast, na Austrália, entre 5 e 15 de abril. Cinco eventos foram disputados: simples masculino e feminino, duplas masculinas e femininas e duplas mistas.

## Medalhistas
Masculino
| Evento           | Ouro                                     | Prata                                    | Bronze                                      |
| Simples detalhes | James Willstrop ENG Inglaterra           | Paul Coll NZL Nova Zelândia              | Mohd Nafiizwan Adnan MAS Malásia            |
| Duplas detalhes  | Zac Alexander David Palmer AUS Austrália | Daryl Selby Adrian Waller ENG Inglaterra | Declan James James Willstrop ENG Inglaterra |

Feminino
| Evento           | Ouro                                                | Prata                                             | Bronze                                       |
| Simples detalhes | Joelle King NZL Nova Zelândia                       | Sarah-Jane Perry ENG Inglaterra                   | Tesni Evans WAL País de Gales                |
| Duplas detalhes  | Joelle King Amanda Landers-Murphy NZL Nova Zelândia | Joshna Chinappa Dipika Pallikal Karthik IND Índia | Rachael Grinham Donna Urquhart AUS Austrália |

Misto
| Evento          | Ouro                                        | Prata                                           | Bronze                                  |
| Duplas detalhes | Cameron Pilley Donna Urquhart AUS Austrália | Saurav Ghosal Dipika Pallikal Karthik IND Índia | Paul Coll Joelle King NZL Nova Zelândia |

## Quadro de medalhas
| Ordem | País          | Medalha de ouro | Medalha de prata | Medalha de bronze | Total |
| ----- | ------------- | --------------- | ---------------- | ----------------- | ----- |
| 1     | Nova Zelândia | 2               | 1                | 1                 | 4     |
| 2     | Austrália     | 2               |                  | 1                 | 3     |
| 3     | Inglaterra    | 1               | 2                | 1                 | 4     |
| 4     | Índia         |                 | 2                |                   | 2     |
| 5     | Malásia       |                 |                  | 1                 | 1     |
|       | País de Gales |                 |                  | 1                 | 1     |
| TOTAL | TOTAL         | 5               | 5                | 5                 | 15    |